# 2012-es Formula–2-es bajnokság
A 2012-es Formula–2-es bajnokság a sorozat huszonkettedik idénye volt. A szezon április 14-én kezdődött Silverstone-ban és szeptember 30-án ért véget Monzában, nyolc helyszínen összesen 16 versennyel.

## Versenyzők
| #  | Versenyző            | Szponzor(ok)                                 | Versenyek |
| -- | -------------------- | -------------------------------------------- | --------- |
| 3  | Max Snegirev         | Klaxon/London School of Business and Finance | 2–5, 7–8  |
| 4  | Luciano Bacheta      | Comma/Trade Links                            | Összes    |
| 5  | Parthiva Sureshwaren | LycaMobile                                   | 1–4       |
| 6  | Vittorio Ghirelli    |                                              | 4         |
| 7  | David Zhu            | KRC (Kang's Racing Company)                  | Összes    |
| 8  | Plamen Kralev        | Bulgarian State/Kram Complex/BRP             | Összes    |
| 9  | Mihai Marinescu      | Brasov/Tourism in Romania                    | Összes    |
| 10 | Alex Fontana         | VFP/Teleticino/Lista Office                  | Összes    |
| 11 | Kourosh Khani        | Tornado Racer/Sports Tracker                 | 1–2, 4–5  |
| 12 | Mathéo Tuscher       |                                              | Összes    |
| 13 | José Luis Abadín     | Gadis/Ourensen/Anpian/Racing For Galicia     | 1         |
| 14 | Mauro Calamia        | Don Leone                                    | 1–6       |
| 15 | Victor Guerin        |                                              | 2         |
| 18 | Dino Zamparelli      | Vibe Energy Gum                              | Összes    |
| 19 | Christopher Zanella  | Star Group/Sodecia                           | Összes    |
| 20 | Daniel McKenzie      | Enghouse Interactive                         | Összes    |
| 22 | Axcil Jefferies      | Afri-Hype/Visit Zimbabwe                     | 3–8       |
| 23 | Samuele Buttarelli   |                                              | 1         |
| 24 | Kevin Mirocha        | Polsat                                       | Összes    |
| 27 | Markus Pommer        | Live-Strip.com                               | Összes    |
| 33 | Harald Schlegelmilch | www.333.lv/JK 11/Baltic                      | 8         |
| 35 | Hector Hurst         | Seahorse International Sailing               | Összes    |
| 51 | Richard Gonda        |                                              | 7         |

## Versenynaptár és eredmények
A versenynaptárat 2011. december 7-én hozta nyilvánosságra a FIA Motorsport Világtanács.
| Verseny | Verseny | Pálya/Helyszín                               | Ország             | Pályarajz    | Dátum          | Pole-pozíció        | Leggyorsabb kör     | Győztes versenyző   |
| ------- | ------- | -------------------------------------------- | ------------------ | ------------ | -------------- | ------------------- | ------------------- | ------------------- |
| 1       | V1      | Silverstone Circuit, Northamptonshire        | Egyesült Királyság | Silverstone  | Április 14.    | Mathéo Tuscher      | Mihai Marinescu     | Luciano Bacheta     |
| 1       | V2      | Silverstone Circuit, Northamptonshire        | Egyesült Királyság | Silverstone  | Április 15.    | Mihai Marinescu     | Luciano Bacheta     | Luciano Bacheta     |
| 2       | V1      | Autódromo Internacional do Algarve, Portimão | Portugália         | Portimão     | Április 28.    | Luciano Bacheta     | Mathéo Tuscher      | Luciano Bacheta     |
| 2       | V2      | Autódromo Internacional do Algarve, Portimão | Portugália         | Portimão     | Április 29.    | Mathéo Tuscher      | Luciano Bacheta     | Luciano Bacheta     |
| 3       | V1      | Nürburgring                                  | Németország        | Nürburg      | Május 26.      | Mihai Marinescu     | Mihai Marinescu     | Mihai Marinescu     |
| 3       | V2      | Nürburgring                                  | Németország        | Nürburg      | Május 27.      | Christopher Zanella | Christopher Zanella | Christopher Zanella |
| 4       | V1      | Circuit de Spa-Francorchamps                 | Belgium            | Spa          | Június 23.     | Markus Pommer       | Markus Pommer       | Markus Pommer       |
| 4       | V2      | Circuit de Spa-Francorchamps                 | Belgium            | Spa          | Június 24.     | Luciano Bacheta     | Luciano Bacheta     | Luciano Bacheta     |
| 5       | V1      | Brands Hatch, Kent                           | Egyesült Királyság | Kent         | Július 14.     | Luciano Bacheta     | Mihai Marinescu     | Kevin Mirocha       |
| 5       | V2      | Brands Hatch, Kent                           | Egyesült Királyság | Kent         | Július 15.     | Mihai Marinescu     | Christopher Zanella | Mihai Marinescu     |
| 6       | V1      | Circuit Paul Ricard, Le Castellet            | Franciaország      | Le Castellet | Július 21.     | Mathéo Tuscher      | Christopher Zanella | Mathéo Tuscher      |
| 6       | V2      | Circuit Paul Ricard, Le Castellet            | Franciaország      | Le Castellet | Július 22.     | Markus Pommer       | Luciano Bacheta     | Markus Pommer       |
| 7       | V1      | Hungaroring, Mogyoród                        | Magyarország       | Mogyoród     | Szeptember 8.  | Kevin Mirocha       | Alex Fontana        | Alex Fontana        |
| 7       | V2      | Hungaroring, Mogyoród                        | Magyarország       | Mogyoród     | Szeptember 9.  | Markus Pommer       | Markus Pommer       | Markus Pommer       |
| 8       | V1      | Autodromo Nazionale di Monza                 | Olaszország        | Monza        | Szeptember 29. | Mathéo Tuscher      | Christopher Zanella | Mathéo Tuscher      |
| 8       | V2      | Autodromo Nazionale di Monza                 | Olaszország        | Monza        | Szeptember 30. | Markus Pommer       | Luciano Bacheta     | Christopher Zanella |

## Világbajnokság állása
Pontozás:
| Helyezés | 1. | 2. | 3. | 4. | 5. | 6. | 7. | 8. | 9. | 10. |
| -------- | -- | -- | -- | -- | -- | -- | -- | -- | -- | --- |
| Pont     | 25 | 18 | 15 | 12 | 10 | 8  | 6  | 4  | 2  | 1   |

| Helyezés | Versenyző            | SIL | SIL | ALG | ALG | NÜR | NÜR | SPA | SPA | BRH | BRH | LEC | LEC | HUN | HUN | MNZ | MNZ | Pont  |
| -------- | -------------------- | --- | --- | --- | --- | --- | --- | --- | --- | --- | --- | --- | --- | --- | --- | --- | --- | ----- |
| 1        | Luciano Bacheta      | 1   | 1   | 1   | 1   | 2   | 6   | Ki  | 1   | 3   | 6   | 2   | 5   | 3   | 8   | 4   | 3   | 231.5 |
| 2        | Mathéo Tuscher       | 6   | 5   | 2   | 2   | 5   | 3   | 3   | 8   | 2   | Ki  | 1   | 2   | Ki  | 2   | 1   | 5   | 210   |
| 3        | Christopher Zanella  | 2   | 8   | 6   | 4   | 3   | 1   | 5   | 4   | 6   | 2   | 8   | 3   | 5   | 6   | 2   | 1   | 196   |
| 4        | Markus Pommer        | 8   | 7   | 4   | 3   | 9   | 4   | 1   | 2   | 5   | 5   | 5   | 1   | Hn  | 1   | 8   | 14  | 169   |
| 5        | Mihai Marinescu      | 4   | 2   | 10  | Ki  | 1   | 2   | 4   | 12  | 4   | 1   | 7   | 7   | Ki  | 7   | 6   | 4   | 161   |
| 6        | Kevin Mirocha        | 12  | 11  | 3   | 8   | 4   | 10  | Ki  | 3   | 1   | 4   | 6   | 4   | 2   | 4   | 3   | 2   | 159.5 |
| 7        | Alex Fontana         | 3   | 3   | 7   | 10  | 6   | 5   | 8   | 5   | Ki  | 7   | 14  | Ki  | 1   | 5   | 9   | 6   | 115   |
| 8        | Dino Zamparelli      | 9   | 6   | 8   | 5   | 13  | 7   | 7   | 10  | Ki  | 3   | 4   | 6   | 6   | 3   | 7   | 7   | 106.5 |
| 9        | Daniel McKenzie      | 5   | 4   | 13  | 6   | 8   | 8   | 2   | 18  | 10  | 8   | 3   | 8   | 4   | 9   | 11  | 10  | 95    |
| 10       | Hector Hurst         | 7   | 10  | 9   | 7   | 10  | 11  | 9   | 9   | 7   | 12  | 9   | Ki  | Ki  | 14  | Ki  | Ki  | 27    |
| 11       | David Zhu            | 11  | 9   | 5   | 12  | 7   | 9   | 10  | 13  | Ki  | 13  | 13  | 12  | 10  | 11  | 12  | 11  | 22    |
| 12       | Axcil Jefferies      |     |     |     |     | 14  | Ni  | Ki  | 7   | 8   | 9   | 10  | 10  | Ki  | 10  | 10  | 8   | 17    |
| 13       | Harald Schlegelmilch |     |     |     |     |     |     |     |     |     |     |     |     |     |     | 5   | 9   | 12    |
| 14       | Vittorio Ghirelli    |     |     |     |     |     |     | 6   | 6   |     |     |     |     |     |     |     |     | 12    |
| 15       | Max Snegirev         |     |     | 17  | 15  | Ki  | 14  | Ki  | 16  | Ki  | 14  |     |     | 7   | 15  | 14  | 12  | 6     |
| 16       | Richard Gonda        |     |     |     |     |     |     |     |     |     |     |     |     | 8   | 12  |     |     | 4     |
| 17       | Plamen Kralev        | 15  | 15  | 15  | 13  | 11  | Ni  | 13  | 17  | 11  | Ki  | 12  | 9   | 9   | 13  | 13  | 13  | 4     |
| 18       | Mauro Calamia        | 14  | 12  | 12  | 11  | 15  | 13  | 12  | 14  | 9   | 11  | 11  | 11  |     |     |     |     | 2     |
| 19       | Victor Guerin        |     |     | 11  | 9   |     |     |     |     |     |     |     |     |     |     |     |     | 2     |
| 20       | Kourosh Khani        | 10  | 13  | 14  | Ki  |     |     | Ki  | 15  | Ki  | 10  |     |     |     |     |     |     | 2     |
| 21       | Parthiva Sureshwaren | 16  | 14  | 16  | 14  | 12  | 12  | 11  | 11  |     |     |     |     |     |     |     |     | 0     |
| 22       | José Luis Abadín     | 13  | 16  |     |     |     |     |     |     |     |     |     |     |     |     |     |     | 0     |
|          | Samuele Buttarelli   | Ki  | Ki  |     |     |     |     |     |     |     |     |     |     |     |     |     |     | 0     |
| Helyezés | Versenyző            | SIL | SIL | ALG | ALG | NÜR | NÜR | SPA | SPA | BRH | BRH | LEC | LEC | HUN | HUN | MNZ | MNZ | Pont  |

| Szín       | Eredmény                                          |
| ---------- | ------------------------------------------------- |
| Arany      | Győztes                                           |
| Ezüst      | 2. helyezett                                      |
| Bronz      | 3. helyezett                                      |
| Zöld       | Pontot szerzett                                   |
| Kék        | Pont nélkül vagy helyezetlenül ért célba (nc, hn) |
| Lila       | Nem ért célba (ret, ki)                           |
| Piros      | Nem kvalifikálta magát (dnq, nk)                  |
| Piros      | Nem előkvalifikálta magát (dnpq, nek)             |
| Fekete     | Diszkvalifikálták (dsq, kiz)                      |
| Szürke     | Eltiltott, más pilóta versenyzett helyette (et)   |
| Fehér      | Nem indult (dns, ni)                              |
| Világoskék | Pénteki tesztpilóta (td, tp)                      |
| Üres       | Visszalépett (vi)                                 |
| Üres       | Nem gyakorolt (dnp, ne)                           |
| Üres       | Beteg vagy sérült volt (inj, bet, sér, EÜ)        |
| Üres       | Kizárt (ex, kiz)                                  |
| Üres       | Nem érkezett meg (dna, nj)                        |
| Üres       | Törölt futam (T)                                  |

- Spa-ban a 2. versenyen fél pontokat osztottak.